# غلين أ. فاين
غلين أ. فاين (بالإنجليزية: Glenn A. Fine)‏ هو محامي أمريكي، ولد في عقد 1950.

## وصلات خارجية
- غلين أ. فاين على موقع IMDb (الإنجليزية)
- غلين أ. فاين على موقع إن إن دي بي (الإنجليزية)